# آنا تيرني
آنا تيرني (بالإنجليزية: Anna Turney)‏ هي متزحلقة بريطانية، ولدت في 5 يوليو 1979 في نورثامبتون في المملكة المتحدة.